# فنلندا تحت الحكم السويدي
تشير فنلندا تحت الحكم السويدي إلى الفترة التاريخية عندما كان الجزء الأكبر من المنطقة التي أصبحت فيما بعد تشكل فنلندا جزءًا لا يتجزأ من السويد. تخضع نقطة انطلاق الحكم السويدي إلى قدر كبير من عدم اليقين والجدل. يوجد دليل تاريخي يعود لأواخر القرن الثالث عشر وما بعده لتأسيس الحكم السويدي في فنلندا.
انتهت فترة الحكم السويدي في ما يسمى فنلندا القديمة عام 1721 نتيجة لحرب الشمال العظمى، وانتهت في بقية البلاد في 17 سبتمبر 1809، نتيجة للحرب الفنلندية.
بدأ الحكم السويدي في منطقة ما يسمى اليوم فنلندا نتيجة الحملات الصليبية الشمالية. بسبب الفتح السويدي، فقدت الطبقة العليا الفنلندية موقعها وأراضيها لصالح النبلاء السويديين والألمان الجدد والكنيسة الكاثوليكية. انتشر الاستعمار السويدي في بعض المناطق الساحلية في فنلندا مع السكان المسيحيين عقب الحروب الصليبية. كانت هذه طريقة للاحتفاظ بالسلطة في المناطق الوثنية السابقة التي غُزيت. قُدر أن هناك الآلاف من المستعمرين. سبب الاستعمار نشوب العديد من النزاعات بين المستعمرين والسكان المحليين التي سُجلت في القرن الرابع عشر. في المناطق المستعمرة، فقد السكان الفنلنديون بشكل أساسي حقوقهم في الصيد والزراعة للمستعمرين. وعلى الرغم من أن المقاطعات الفنلندية كانت جزءًا لا يتجزأ من مملكة السويد وبنفس الحقوق والواجبات القانونية التي تتمتع بها بقية المملكة، إلا أن الرعايا السويديون الناطقون باللغة الفنلندية واجهوا تحديات نسبية في التعامل مع السلطات حيث تأسست السويدية كلغة رسمية وحيدة للحكومة. وفي الواقع، بقي الرأي مقبولًا على نطاق واسع في السويد، وهو أن الفنلنديين هم من حيث المبدأ شعب منفصل ومُحتل، وبالتالي لا يحق لهم بالضرورة أن يُعاملوا معاملة عادلة مع السويديين. نادرًا ما زار الملوك السويديون فنلندا، وفي النصوص السويدية المعاصرة غالبًا ما صُور الفنلنديين على أنهم بدائيون ولغتهم ذات مستوى أدنى. استُخدم ما يقارب نصف الضرائب التي جُمعت في فنلندا في البلاد، بينما حُول النصف الآخر إلى ستوكهولم.
كجزء من السويد، ضُمت فنلندا باعتبارها جزء من المسيحية الغربية والنظام الثقافي، والمجتمعي والاقتصادي لأوروبا الغربية، الذي تأسس عليه اقتصاد السوق، والحكومات الدستورية والقواعد الشرعوية. شكلت فنلندا الحدود الشرقية للملكة، وجلبت العديد من الحروب والغارات إلى المناطق. بقيت اللغة الفنلندية، التي تعود لعصور ما قبل التاريخ، مع بعض أجزاء من التقاليد الشعبية الدينية والثقافة تحت الحكم السويدي، على الرغم من أنها تغيرت مع تكيفها مع الظروف الجديدة. على سبيل المثال، اعتمدت الفنلندية في هذه الفترة الأبجدية اللاتينية كنظام للكتابة مع نحو 1100 كلمة مستعارة سويدية، على الرغم من أن معظمها في الأصل يعود للغة اللاتينية أو اليونانية.
يُشار إلى فنلندا التي تحكمها السويد في القرن العشرين باسم «السويد – فنلندا». استُخدم هذا المصطلح للإشارة إلى المملكة التي تتكون من الأجزاء الرئيسية للسويد وفنلندا الحالية. أشار المؤرخ بيتر إنغلوند إلى أن فنلندا التي تحكمها السويد لم تكن جزءًا كبيرًا من اتحاد وطني أو مقاطعة مثل «النصف الشرقي من العالم الذي دُمر عمليًا في عام 1809، عندما استمر كِلا الجزئين بطريقتين منفصلتين». يعتقد إنغلوند أن فترة السويد كقوة عظمى كانت «ملكية» مشتركة للسويد وفنلندا، لأن الصعود كقوة عظمى كان من المستحيل على دولة فقيرة بدون موارد الجزء الشرقي من العالم.

## العصور الوسطى (1150 – 1523)

### أصبحت فنلندا جزءًا من السويد
تكمن نقطة البداية للحكم السويدي تحت قدر كبير من الحيرة. إنه مرتبط بالجهود التي تبذلها الكنيسة الكاثوليكية لتوسيع مذهبها في منطقة شرق بحر البلطيق، الحملات الصليبية الشمالية.
وفقًا لأسطورة إريك المقدس، التي كُتبت في سبعينيات القرن الثالث عشر، أرسل ملك السويد إريك المقدس والأسقف الإنكليزي هنري الحملة الصليبية الأولى إلى جنوب غرب فنلندا في خمسينيات القرن الثاني عشر. ووفقًا للوقائع والمصادر الأخرى، دعا الأسقف هنري الناس لاعتناق المسيحية في فنلندا الجنوبية الغربية وستاكونتا خلال الحملة الصليبية. لا تُعتبر الحملة الصليبية حدثًا حقيقيًا. وكذلك من المعروف أن تنصير الجزء الجنوبي الغربي من فنلندا قد بدأ بالفعل في القرن العاشر، وغالبًا بحلول القرن الثاني عشر كانت المنطقة مسيحية بالكامل تقريبًا. وفقًا لإريك كرونيكلز المملكة السويدية، التي كانت قد بدأت في التشكل، أرسلت حملتين صليبيتين إلى فنلندا في القرن الثالث عشر. وأرسلت ما يسمى بالحملة الصليبية الثانية ضد سكان تافستيا في 1249-1250 وما يسمى بالحملة الصليبية الثالثة ضد كاريليا في 1293. وفقًا لمصادر تاريخية، كان سبب الحملات الصليبية إلى جانب نشر الكاثوليكية، الغارات العديدة التي قامت بها القبائل الفنلندية الوثنية على السويد. حتى أن البابا ألكسندر الرابع قبل الزواج بين الملك السويدي فالديمارو صوفيا، ابنة الملك الدنماركي إريك الرابع، وذلك حتى يتمكنوا من درأ الهجمات الوثنية بشكل أفضل.
بحلول القرن الرابع عشر، مع الحروب الصليبية الناجحة والاستعمار الجزئي للساحل الفنلندي مع المستعمرين السويديين المسيحيين، أصبح ما يعرف في ذلك الوقت بفنلندا الغربية والجنوبية والبرزخ الكاريلي، جزءًا من السويد والكنيسة الكاثوليكية وأبرشية أوبسالا. احتفظت كاريليا الشرقية، ومنطقة كيكيسالمي، ولادوغا كاريليا بعلاقاتها مع الكنيسة الأرثوذكسية ونوفغورود.
كانت معاهدة نوتيبورغ، التي عُقدت عام 1323 بين السويد ونوفغورود، أول معاهدة تحدد الحدود الشرقية للمملكة السويدية وفنلندا على الأقل لكاريليا. بقيت الحدود في شمال فنلندا غير واضحة. ومع ذلك، ضمت السويد السكان الفنلنديين على شواطئ شمال أوستروبوتني في القرن الرابع عشر إلى مملكتها.